# Lipowski Wierch
Der Lipowski Wierch ist ein 1325 Meter hoher Berg in Polen in den Saybuscher Beskiden. Er befindet sich im Massiv Lipowski Wierch und Romanka.
Der Gipfel liegt auf polnischem Staatsgebiet. 
Die Hänge sind bewachsenen. Auf der Alm Hala Lipowska befindet sich eine Berghütte.

## Lage
Über den Berg verläuft die Europäische Hauptwasserscheide zwischen dem Schwarzen Meer (Donau) und der Ostsee (Weichsel). Auf den Berg führen mehrere Wanderwege.